# Pic Camboué
El Pic Camboué és una muntanya de 3.043 m d'altitud, amb una prominència de 15 m, que es troba al massís de Perdiguero, al departament dels Alts Pirineus (França).